# Тельтов (историческая область)
Тельтов (нем. Teltow) — одновременно и геологическое плато, и исторический регион в немецких федеральных землях Бранденбург и Берлин. Как исторический регион, Тельтов был одной из восьми территорий, из которых образовалась Бранденбургская марка в XII и XIII веках. В результате войны за Тельтов (1239—1245) вопрос о территориальном господстве вновь созданного центра расширяющейся марки был окончательно решен на этих землях. Между 1835 и 1952 годами был также образован округ, округ Тельтов; кроме того, город непосредственно к югу от Берлина, в современном районе Потсдам-Миттельмарк, носит имя Тельтов.

## География и геология

### Границы
Тельтов не является единым регионом ни с исторической, ни с ландшафтной точки зрения. Современный термин определяется как плато ледникового периода, которое состоит в основном из элементов наземной морены. Его естественная северная граница определяется хребтом Темпельхофер Берге, среди которых находится Кройцберг, высотой до 66 м (217 футов) вдоль южного берега Шпрее. На востоке границы образованы реками Даме, а также Хафелем и Нуте на западе. На юго-западе сельская местность вокруг Пфефферфлисс также считается частью Тельтова, хотя она не имеет четких границ. Региональная граница на юге неопределенна, потому что морены здесь часто размывались в результате урстромальтных процессов. Например, есть много небольших островных плато. Граница историческая обычно проходит через Барут Урштромталь. Дальше на юг находится пустошь Флеминга.

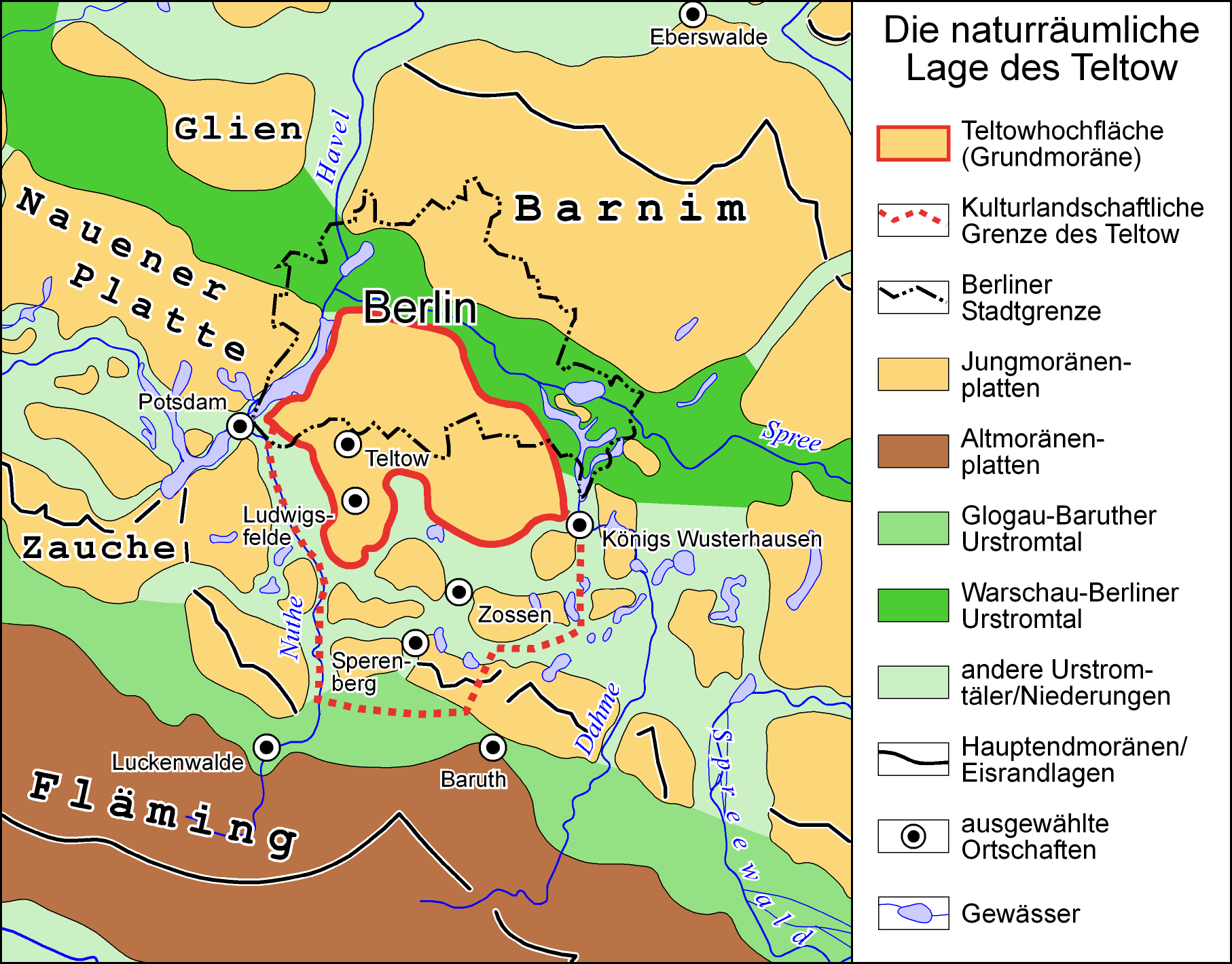
Естественное региональное расположение Тельтова: плато выделено красной рамкой, более широкий регион — красной пунктирной линией.

Река Хафель отделяет Тельтов от плато Науен на северо-западе. Низинно-Неплицкая низменность, характерная для урстромталей, отделяет его от песчаного плато Цаухе на юго-западе, а берлинский Урштромталь образует границу с плато Барним на северо-востоке.
Однако оспаривается, являются ли холмы Мюггельберге, которые находятся на высоте до 115 м (377 футов) над уровнем моря, на юго-востоке Берлина частью Тельтов. С геологической точки зрения они, конечно являются его частью, потому что холмы имеют похожую историю развития. Тем не менее, эти возвышенности полностью изолированы в берлинском Уштромтале. Если река Даме считается восточной границей Тельтов, то Мюггельберге не являются частью Тельтова ни геологически, ни с точки зрения исторического развития.

### Геология, геоморфология и почвы

#### Коренная порода
Одна из геологических особенносей — холм Сперенберг высотой 80 метров на северном краю Барут Урштромталь. Что уникально для Бранденбурга, ведь холм создан из гипса. Восходящая колонна соли эпохи Цехштейна проложила здесь все более поздние отложения, чтобы сформировать соляной купол. Поскольку все легкорастворимые соли были выщелочены, на поверхности гипса остался только остаток раствора. Каменная соль встречается только на глубине 45 м (около 0 метров над уровнем моря). Гипсовый холм также представляет интерес для науки, поскольку именно здесь, в 1867 году, была пробурена первая в мире скважина, достигшая глубины 1000 метров. Было обнаружено, что геотермальный градиент составляет около 3 К/100 метров.
Гипс Сперенберга добывался в 1957 году в нескольких карьерах. Другие соляные купола, которые не совсем достигают поверхности, встречаются под Миттенвальде и озером Бланкензее. Однако для геологического строения Тельтов они имеют второстепенное значение.

#### Оледенение

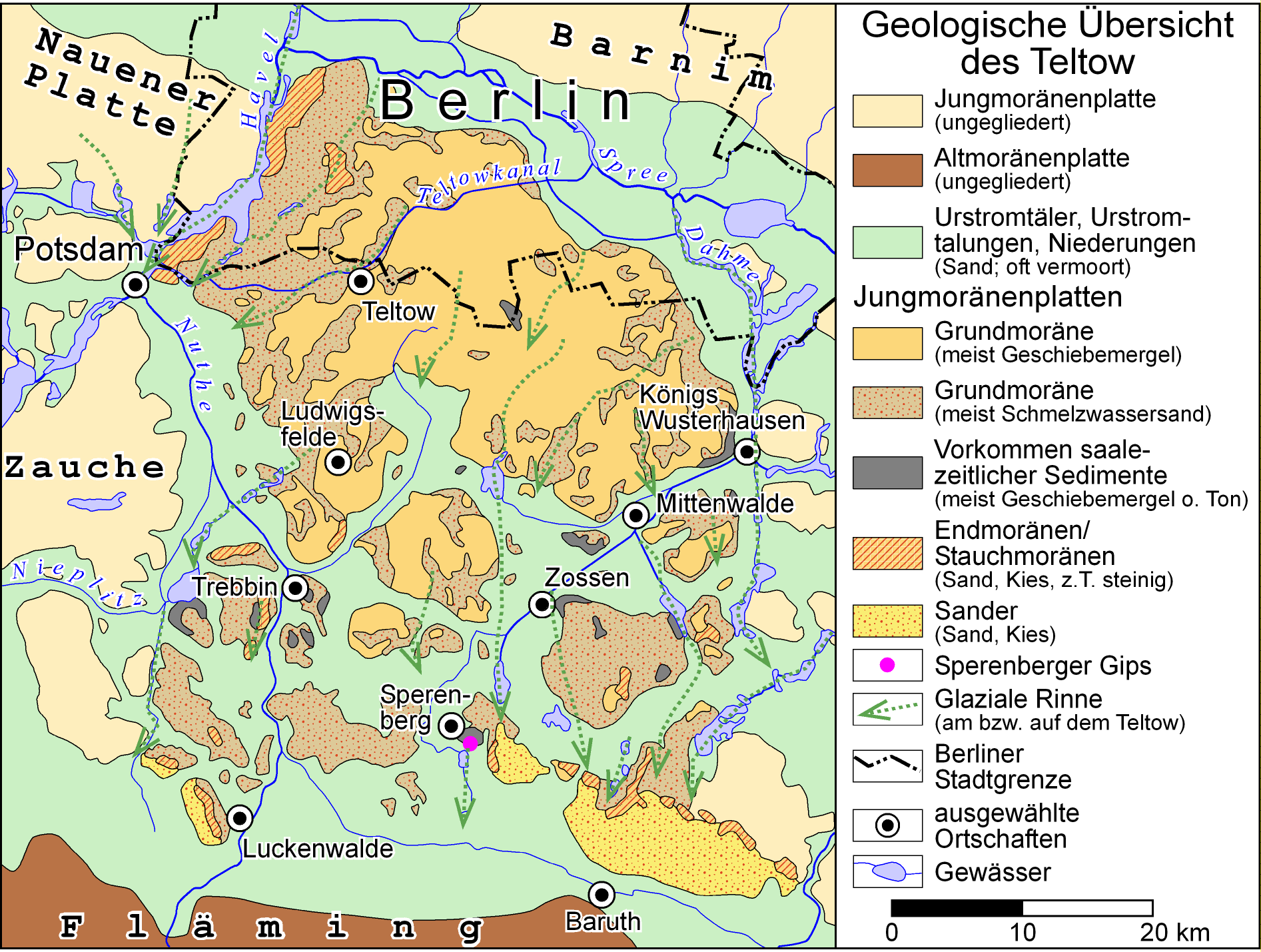
Геологическая обзорная карта Тельтова

Хотя глубоко погребенные отложения ледникового периода Эльстера практически не влияют на нынешний облик Тельтова, подземные песчаные, гравийные отложения так называемого региона берлинской Эльбы встречаются на обширной территории. Эти отложения образовались между ледяными наступлениями Эльстера и Заале, когда Эльба потекла на север от места современного Торгау и пересекла район Флеминга, который ещё не существовал. Эти отложения имеют большое экономическое значение как для подземных водоводов, так и для промышленности строительных материалов. Но они выходят на поверхность только в небольшой песчаной яме в Линденберге недалеко от Юнсдорфа.
Старые слои Эльбы перекрыты очень толстыми (40 и более метров) отложениями ледникового периода Заале. Обычно это отложения прогляциальных озёр или ледниковых отложений. В некоторых точках они даже прорываются через вейхзелевские отложения и сразу же оказываются на поверхности земли или, по крайней мере, очень близко к ней (например, в Глинике около Цоссена). Поскольку заальский лед сильно толкнул нижележащие отложения, третичные отложения встречаются на поверхности в некоторых местах. Например, в Шенкендорфе близ Кенигс-Вустерхаузена во второй половине XIX и первой половине XX века добывался бурый уголь.

#### Вислинское оледенение и постледниковое развитие
Сегодняшнее плато Тельтов в Бранденбурге-Берлине образовалось около 20 тыс. лет назад во время бранденбургской стадии оледенения Вислы. Ледяной покров Вислы продвинулся на юг прямо через Тельтов, прежде чем достиг северного края Барут Урштромталь, предела его расширения на юг. Конечные морены можно найти там, например, вокруг Доббрикова в Луккенвальде (Вайнберг) и около Сперенберга. Однако линия концевых морен очень неоднородна и прослеживается ледяной фронт. На севере находятся наземные морены, которые были отложены на большой площади. Только к югу от Людвигсфельде начинается прилегающее наземное моренное плато Тельтов.